# Marc Schaub
Marc Schaub (* 12. April 1992 in Krefeld) ist ein deutscher Eishockeyspieler, der zuletzt bei den Löwen Frankfurt in der DEL2 unter Vertrag stand.

## Karriere
Marc Schaub begann seine Karriere als Eishockeyspieler in seiner Heimatstadt in der Nachwuchsabteilung des Krefelder EV 81, für dessen U18-Junioren er zunächst von 2007 bis 2010 in der Deutschen Nachwuchsliga aktiv war. Zur Saison 2010/11 rückte der Flügelspieler in den Profikader der Krefeld Pinguine auf, für die er am 3. September 2010 beim 2:1-Sieg gegen die Straubing Tigers sein Debüt in der Deutschen Eishockey Liga gab. Bis Ende Oktober kam er zu weiteren elf Einsätzen für Pinguine in der DEL, ehe er in das DNL-Team zurückkehrte. Zudem absolvierte er im weiteren Saisonverlauf insgesamt sieben Spiele als Leihspieler in der drittklassigen Oberliga für die Rote Teufel Bad Nauheim und den Neusser EV. Zu Beginn der DEL-Playoffs wurde er wieder in den Profikader der Pinguine aufgenommen.
Im Januar 2013 verließ Schaub seinen Stammverein und wurde von den Dresdner Eislöwen aus der 2. Eishockey-Bundesliga unter Vertrag genommen, wechselte aber zum Saisonende in die Oberliga zu den Löwen Frankfurt. Mit diesen schaffte er den Aufstieg in die DEL2. 